# Adolphe Hug
Adolphe Hug   (Zúric, 23 de setembre de 1923 - 24 de setembre de 2006) fou un futbolista suís de la dècada de 1940.

## Trajectòria
Pel que fa a clubs, jugà a Lausanne, Urania Genève Sport i FC Locarno. També fou internacional amb Suïssa, disputant el Mundial de 1950.